# چسب زخم (فیلم)
چسب زخم، فیلمی به کارگردانی و نویسندگی هادی مقدم‌دوست ساختهٔ سال ۱۳۸۹ است.

## بازیگران
- ستاره اسکندری
- احمد مهران‌فر
- مهدی فقیه
- رامین راستاد
- میثم یوسفی
- پرویز عاشورنیا
- هوشنگ آخوندپور
- احمد خداکریم
- مهدی راشدی